# Divizia Națională (2020/2021)
Sezon 2020/21 był 30. edycją rozgrywek o mistrzostwo Mołdawii. Brało w niej udział 10 drużyn, które w okresie od 3 lipca 2020 do 26 maja 2021 rozegrały w czterech rundach 36 kolejek meczów. Mistrzostwo po raz dziewiętnasty w historii zdobył obrońca tytułu – Sheriff Tyraspol.

## Drużyny
| Uczestnicy poprzedniej edycji | Uczestnicy poprzedniej edycji | Uczestnicy poprzedniej edycji | Uczestnicy poprzedniej edycji |
| --- | ----------------------------- | ----------------------------- | ----------------------------- |
| SHE | Sheriff Tyraspol              | Tyraspol                      | 1                             |
| SFG | Sfîntul Gheorghe              | Suruceni                      | 2                             |
| PEH | Petrocub Hîncești             | Hîncești                      | 3                             |
| DAT | Dinamo-Auto Tyraspol          | Tyraspol                      | 4                             |
| MIL | Milsami Orgiejów              | Orgiejów                      | 5                             |
| SPE | Speranța Nisporeni            | Nisporeni                     | 6                             |
| ZKI | Zimbru Kiszyniów              | Kiszyniów                     | 7                             |
| po barażach |                               |                               |                               |
| CDL | Codru Lozova                  | Lozova                        | 8                             |
| Awans z Divizia A |                               |                               |                               |
| FLO | FC Florești                   | Florești                      | 1                             |
| DAK | Dacia Kiszyniów               | Kiszyniów                     | 2                             |
| Oznaczenia: - kolumna pierwsza – skróty nazw drużyn, - kolumna trzecia – siedziba klubu, - kolumna czwarta – miejsce zajęte w poprzednim sezonie. |                               |                               |                               |

## Tabela
| Lp. | Drużyna                       | M  | Z  | R  | P  | B+  | B–  | +/–  | Pkt | Kwalifikacja lub spadek                               |
| --- | ----------------------------- | -- | -- | -- | -- | --- | --- | ---- | --- | ----------------------------------------------------- |
| 1   | Sheriff Tyraspol (M)          | 36 | 32 | 3  | 1  | 116 | 7   | +109 | 99  | Liga Mistrzów UEFA • I runda kwalifikacyjna           |
| 2   | Petrocub Hîncești             | 36 | 25 | 8  | 3  | 82  | 18  | +64  | 83  | Liga Konferencji Europy UEFA • I runda kwalifikacyjna |
| 3   | Milsami Orgiejów              | 36 | 22 | 7  | 7  | 71  | 37  | +34  | 73  | Liga Konferencji Europy UEFA • I runda kwalifikacyjna |
| 4   | Sfîntul Gheorghe Suruceni (P) | 36 | 21 | 4  | 11 | 65  | 43  | +22  | 67  | Liga Konferencji Europy UEFA • I runda kwalifikacyjna |
| 5   | Dacia Buiucani (W)            | 36 | 13 | 9  | 14 | 44  | 45  | −1   | 48  | Drużyna wycofana                                      |
| 6   | Dinamo-Auto Tyraspol          | 36 | 12 | 12 | 12 | 53  | 58  | −5   | 48  |                                                       |
| 7   | Florești                      | 36 | 9  | 5  | 22 | 37  | 85  | −48  | 32  |                                                       |
| 8   | Zimbru Kiszyniów              | 36 | 6  | 7  | 23 | 39  | 63  | −24  | 25  |                                                       |
| 9   | Speranța Nisporeni (W)        | 36 | 5  | 8  | 23 | 29  | 87  | −58  | 23  | Drużyna wykluczona                                    |
| 10  | Codru Lozova (W)              | 36 | 2  | 3  | 31 | 26  | 119 | −93  | 9   | Drużyna wycofana                                      |

1. ↑  Dacia Buiucani wycofała się z ligi z powodu problemów finansowych[1].
2. 1 2  Bezpośrednio:Dacia Buiucani : 7pkt, Dinamo-Auto : 4pkt.
3. ↑  Speranța Nisporeni nie stawiła się na mecze 33 i 34 kolejki. Została wykluczona z ligi i w pozostałych meczach została ukarana walkowerem[2].
4. ↑  Codru Lozova pierwotnie miał spaść do Divizia A, jednak wycofali się oni z ligi przed rozpoczęciem następnego sezonu[3].

## Wyniki
| Gospodarz \ Gość          | COD | DAC | DIN | FLO | MIL | PET | SFÎ | SHE | SPE | ZIM | COD | DAC | DIN | FLO | MIL | PET | SFÎ | SHE  | SPE | ZIM |
| ------------------------- | --- | --- | --- | --- | --- | --- | --- | --- | --- | --- | --- | --- | --- | --- | --- | --- | --- | ---- | --- | --- |
| Codru Lozova              |     | 0–1 | 1–4 | 1–1 | 1–4 | 1–4 | 0–0 | 1–2 | 0–1 | 0–2 |     | 0–4 | 0–2 | 2–1 | 2–4 | 1–9 | 1–2 | 0–6  | 1–2 | 1–5 |
| Dacia Buiucani            | 4–0 |     | 4–0 | 2–0 | 0–0 | 0–0 | 0–4 | 0–3 | 0–3 | 2–1 | 5–1 |     | 2–1 | 2–2 | 0–0 | 1–2 | 1–0 | 0–4  | 4–1 | 1–1 |
| Dinamo-Auto Tyraspol      | 7–0 | 1–0 |     | 3–1 | 1–1 | 1–1 | 0–1 | 1–2 | 3–3 | 1–1 | 1–0 | 1–1 |     | 2–1 | 2–0 | 0–0 | 0–2 | 0–7  | 0–0 | 3–0 |
| Florești                  | 1–0 | 1–0 | 0–5 |     | 0–4 | 0–4 | 1–4 | 0–1 | 1–1 | 1–0 | 2–1 | 2–0 | 4–1 |     | 2–5 | 0–1 | 0–4 | 0–3  | 4–4 | 3–1 |
| Milsami Orgiejów          | 3–1 | 2–0 | 1–0 | 3–0 |     | 0–0 | 1–1 | 0–1 | 3–0 | 2–0 | 7–2 | 3–0 | 2–2 | 3–2 |     | 1–3 | 2–1 | 0–1  | 3–0 | 2–1 |
| Petrocub Hîncești         | 7–0 | 2–0 | 3–1 | 4–0 | 1–2 |     | 1–0 | 1–0 | 2–0 | 2–0 | 1–0 | 4–1 | 1–1 | 4–0 | 1–1 |     | 2–0 | 0–1  | 3–0 | 3–0 |
| Sfîntul Gheorghe Suruceni | 5–1 | 2–1 | 1–1 | 2–0 | 3–1 | 0–4 |     | 0–1 | 1–0 | 2–0 | 2–2 | 2–0 | 3–1 | 3–2 | 1–3 | 0–3 |     | 0–2  | 3–0 | 4–3 |
| Sheriff Tyraspol          | 6–0 | 0–0 | 6–0 | 5–0 | 1–0 | 4–1 | 4–1 |     | 2–0 | 2–0 | 6–0 | 1–1 | 7–0 | 6–0 | 6–0 | 0–0 | 2–0 |      | 3–0 | 4–0 |
| Speranța Nisporeni        | 3–0 | 0–0 | 1–2 | 0–0 | 0–1 | 1–4 | 0–2 | 1–2 |     | 2–2 | 0–3 | 0–3 | 0–4 | 1–3 | 0–4 | 1–3 | 0–3 | 0–10 |     | 2–2 |
| Zimbru Kiszyniów          | 3–1 | 0–1 | 0–0 | 0–2 | 0–1 | 0–1 | 1–3 | 0–4 | 0–2 |     | 2–1 | 1–3 | 1–1 | 3–0 | 1–2 | 0–0 | 2–3 | 0–1  | 6–0 |     |

1. 1 2 3 4  Speranța Nisporeni po niestawieniu się na mecze 33 i 34 kolejki została ukarana walkowerami w tych spotkaniach oraz w reszcie pozostałych meczów do końca sezonu[2].

## Najlepsi strzelcy
| Bramki | Strzelcy           | Drużyna                   |
| ------ | ------------------ | ------------------------- |
| 28     | Frank Castañeda    | Sheriff Tyraspol          |
| 16     | Vladimir Ambros    | Petrocub Hîncești         |
| 15     | Alexandru Antoniuc | Milsami Orgiejów          |
| 12     | Maxim Mihaliov     | Dinamo-Auto Tyraspol      |
| 12     | Raman Wołkau       | Sfîntul Gheorghe Suruceni |
| 11     | Andrei Cobeț       | FC Florești               |
| 11     | Mihai Plătică      | Petrocub Hîncești         |
| 10     | Vadim Crîcimari    | Dacia Kiszyniów           |
| 10     | Dimitris Kolowos   | Sheriff Tyraspol          |
| 10     | Artur Pătraș       | Zimbru Kiszyniów          |
| 10     | Artiom Puntus      | Milsami Orgiejów          |

Źródło: